# 391 (tal)
391 är det naturliga talet som följer 390 och som följs av 392.

## Inom vetenskapen
- 391 Ingeborg, en asteroid.

## Inom matematiken
- 391 är ett udda tal
- 391 är ett sammansatt tal
- 391 är ett defekt tal
- 391 är ett centrerat pentagontal